# Gaston Rahier

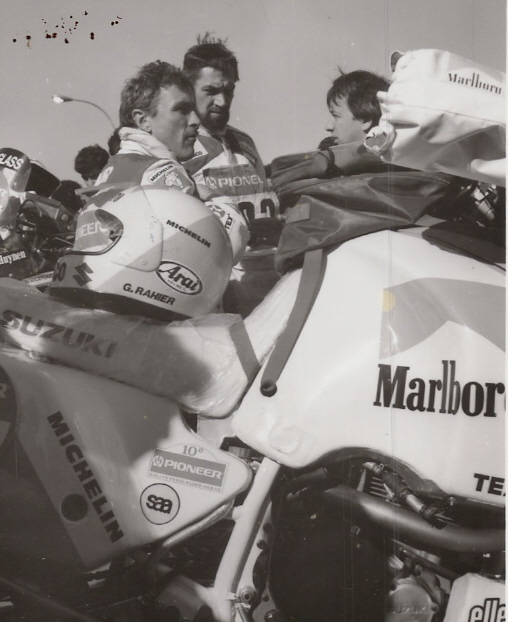
Gaston Rahier (links)

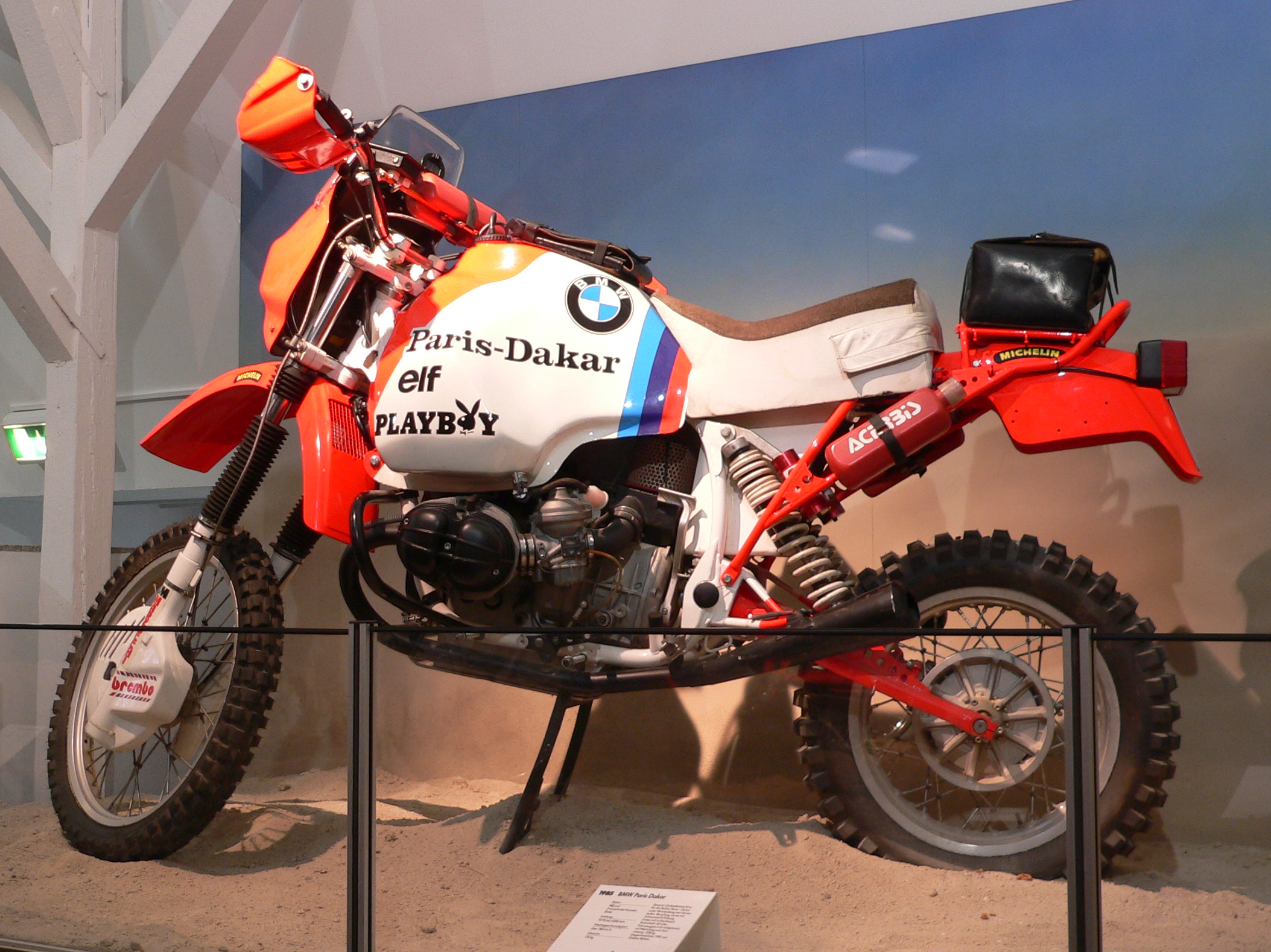
Die BMW, auf der Gaston Rahier 1985 die Rallye Dakar gewann (im Zweirad-Museum Neckarsulm)

Gaston Jean Armand Rahier (* 1. Februar 1947 in Chaineux bei Herve; † 8. Februar 2005 in Paris) war ein belgischer Motocross-Fahrer.

## Karriere
1975 sicherte sich Rahier als erster Belgier die Weltmeisterschaft in der Achtelliterklasse und wiederholte diesen Triumph 1976 und 1977. 29 Grand-Prix-Siege und sechs Erfolge mit der belgischen Mannschaft beim Nationenpreis gehen auf sein Konto. 1977 wurde er mit der Nationalen Sportverdiensttrophäe ausgezeichnet.
Obwohl er bei einem schweren Unfall 1982 beinahe eine Hand verloren hätte, trat Rahier im Jahre 1983 bei der Wüstenrallye Paris–Dakar an. Rahier, der wegen seiner Körpergröße von nur 1,64 m nur im Rollen auf sein Motorrad, eine BMW R 80 GS, aufsteigen konnte, schied jedoch wegen eines technischen Defekts aus.
Nachdem er 1984 nach einem spannenden Duell mit seinem Stallgefährten Hubert Auriol erstmals die Rallye Paris–Dakar gewonnen hatte, entwickelte sich Rahier in den Folgejahren zur Motorsportlegende. 1985 beschädigte er bei einem Sturz gleich zu Beginn der Rallye sein Motorrad so schwer, dass es nahezu irreparabel war. Trotzdem errang er durch besonderes Fahrkönnen, Einsatz und eine große Leistung der Mechaniker den Gesamtsieg. Noch im gleichen Jahr wurde er belgischer Sportler des Jahres.
1986 stürzte Rahier wiederum schwer, brach sich sechs Rippen und das Schlüsselbein. Trotz seiner schweren Verletzungen fuhr er die Rallye bis zum Ziel in Dakar.
Rahier  starb im Alter von 58 Jahren nach schwerer Krankheit.

## Statistik

### Le-Mans-Ergebnisse
| Jahr | Team         | Fahrzeug     | Teamkollege         | Teamkollege     | Platzierung | Ausfallgrund |
| ---- | ------------ | ------------ | ------------------- | --------------- | ----------- | ------------ |
| 1987 | Graff Racing | Rondeau M482 | Jean-Philippe Grand | Jacques Terrien | Rang 12     |              |